# Loenersloot
Loenersloot is een klein dorp in de gemeente Stichtse Vecht, in de Nederlandse provincie Utrecht. Het dorp telde in 2023 ongeveer 515 inwoners.

## Geschiedenis

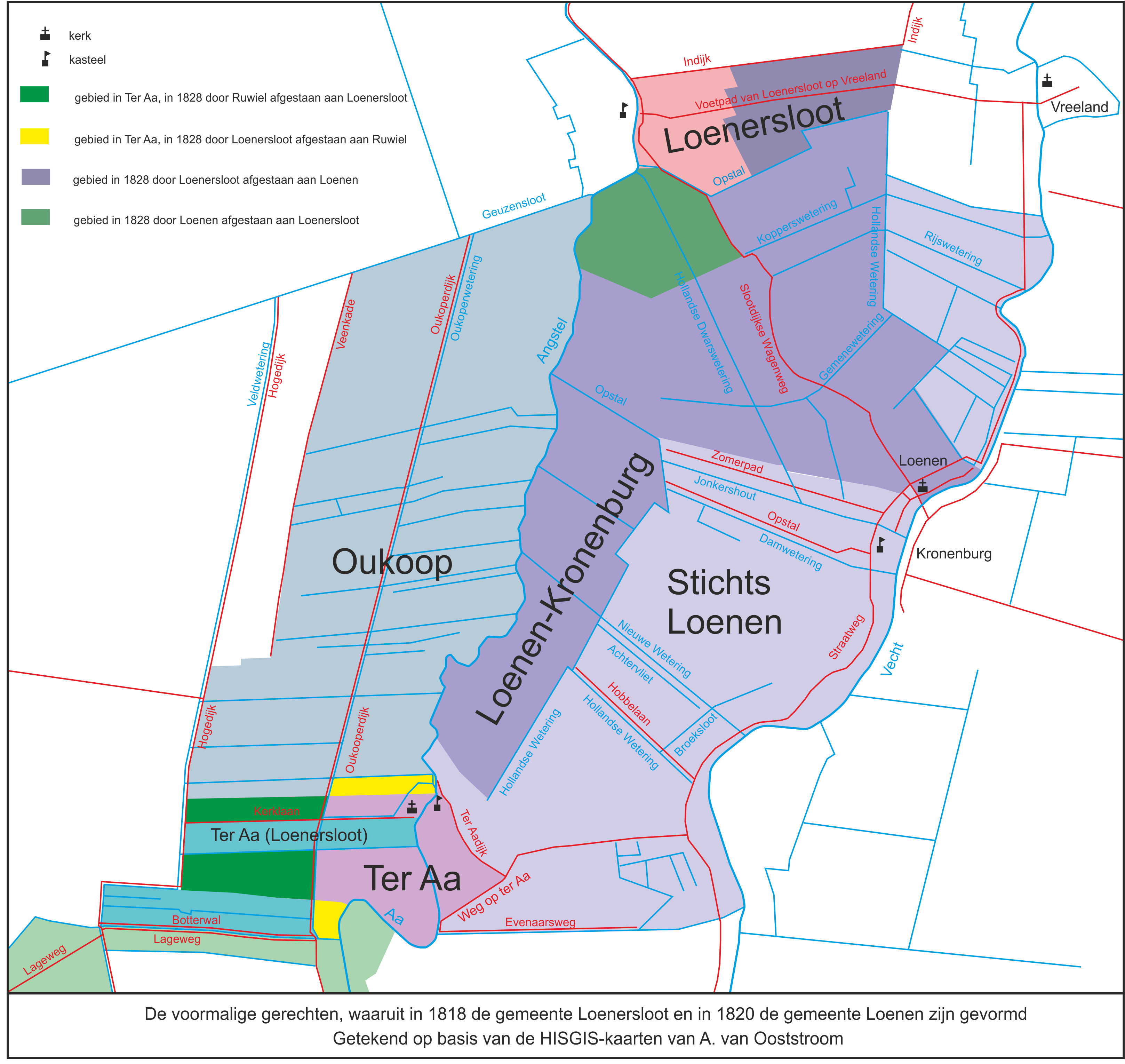

Het Loenersloot werd in het verleden ook wel Loendersloot genoemd. Waarschijnlijk is het ook het Lonoralaca, dat in de tweede helft van de vroege middeleeuwen vermeld wordt op een goederenlijst van de Utrechtse bisschop. Er stond een kapel van de Heren van Amstel. Na de reformatie in 1580 viel het dorp kerkelijk onder Loenen. Het gerecht Loenersloot lag op de rechter oever van de Angstel en op de linker oever viel alleen het kasteel onder het gerecht. De heren van Loenersloot verwierven ook de heerlijke rechten in Oukoop en een deel van Ter Aa. De drie gerechten versmolten in de loop der eeuwen tot een gerecht Loenersloot-Oukoop-Ter Aa. In 1798 worden de delen gescheiden: Loenersloot en Oukoop worden samen gevoegd met Abcoude-Baambrugge en Loenersloots Ter Aa wordt herenigd met de tot dan zelfstandige heerlijkheid Ter Aa. In 1801 wordt de oude situatie hersteld. Per 1 januari 1812 wordt Loenersloot-Oukoop-Ter Aa met nog een aantal gerechten samengevoegd tot de gemeente Loenen. Op 1 januari 1818 wordt Loenersloot-Oukoop-Ter Aa weer zelfstandig onder de naam Loenersloot. De gemeente bestaat dan nog steeds uit drie gebieden, die onderling niet verbonden zijn. Omdat deze situatie als ongewenst wordt gezien, vinden er in 1828 grenscorrecties plaats. Met de gemeente Ruwiel vindt een ruil plaats in Ter Aa en met de gemeente Loenen vindt een ruil plaats in het noorden van de gemeente, waarbij het oostelijk deel van Loenersloot aan Loenen komt. Op 1 april 1964 gaat de gemeente op in Loenen. Op 1 januari 2011 komt Loenen en dus ook Loenersloot bij de nieuwe gemeente Stichtse Vecht.
Het dorp telde in 1840 slechts 120 inwoners. In 1870 waren dat er 137.
In die eeuw waren veeteelt en zuivelbereiding en in mindere mate landbouw en warmoezerij de belangrijkste bronnen van bestaan.
Burgemeester van Loenersloot was o.a. Johan Jacob Govert Vor der Hake (1883-1964), een nazaat uit het geslacht Van Nassau la Lecq.

## Situering

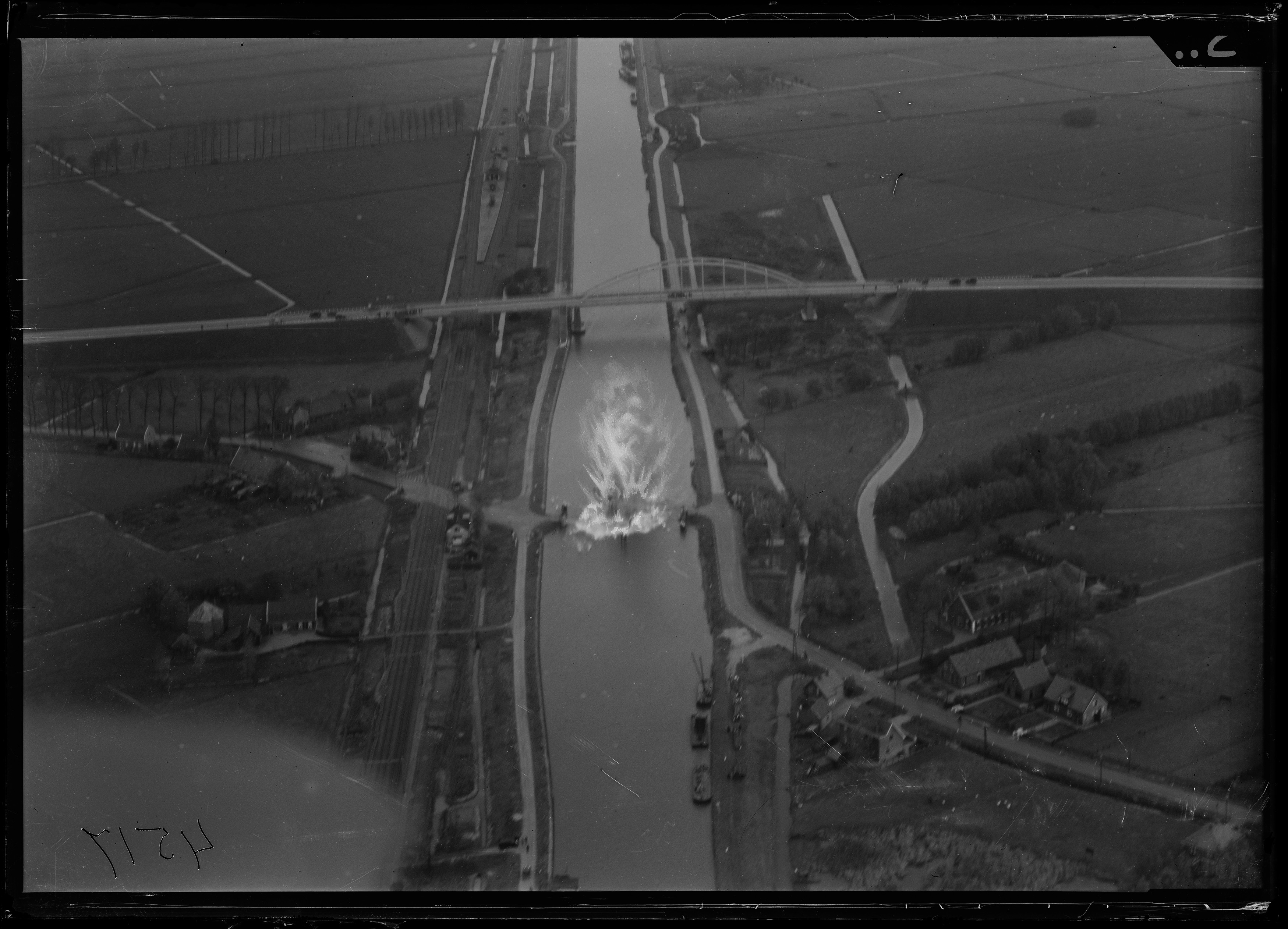
Sloop van een brug bij Loenersloot met springstoffen (periode 1920-1940).

Loenersloot ligt aan de Angstel en wordt gekenmerkt door het Kasteel Loenersloot waarvan de slotgracht in open verbinding staat met de Angstel. Het dorp kent twee kernen, het zeer kleine Oud-Loenersloot en het grotere Nieuw-Loenersloot, van elkaar gescheiden door de zeer drukke N201 met de Loenerslootsebrug. Het gehele dorp is door het Amsterdam-Rijnkanaal en de spoorlijn Amsterdam-Utrecht afgesneden van de vier andere Loenense kernen.

## Geboren
- Niek Meijer (1959), burgemeester

## Monumenten
Een deel van Loenersloot is samen met een stuk landelijk gebied van Baambrugge een beschermd dorpsgezicht. Verder zijn er in het dorp enkele tientallen rijksmonumenten.

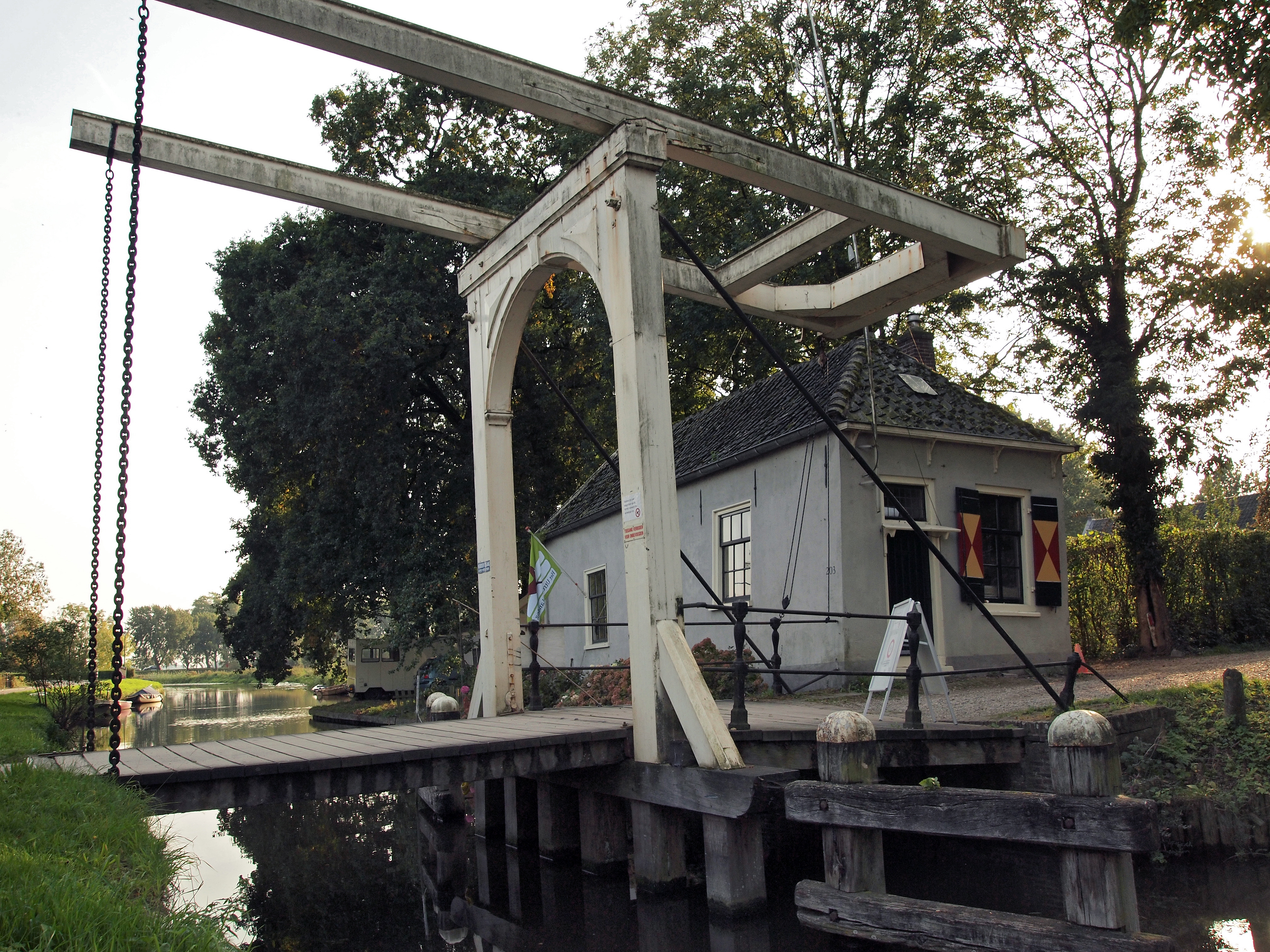
Ophaalbrug over de Angstel bij kasteel Loenersloot